# Gilbert (South Carolina)
Gilbert is een plaats (town) in de Amerikaanse staat South Carolina, en valt bestuurlijk gezien onder Lexington County.

## Demografie
Bij de volkstelling in 2000 werd het aantal inwoners vastgesteld op 500.
In 2006 is het aantal inwoners door het United States Census Bureau geschat op 571, een stijging van 71 (14.2%).

## Geografie
Volgens het United States Census Bureau beslaat de plaats een oppervlakte van
6,1 km², waarvan 5,9 km² land en 0,2 km² water. Gilbert ligt op ongeveer 163 m boven zeeniveau.

## Plaatsen in de nabije omgeving
De onderstaande figuur toont nabijgelegen plaatsen in een straal van 24 km rond Gilbert.